# Konserverad gröt
Konserverad gröt är titeln på en visa av Ulf Peder Olrog. Visan tillkom 1948, efter andra världskriget, då många fabrikörer gjorde pengar på surrogatmat som exempelvis kaffesurrogat tillverkat av rostade bönor. I visan säljer några skrupelfria herrar konserverad gröt framställd av vassla och sågspån.
Visan har skapat talesättet allting går att sälja med mördande reklam – kom och köp konserverad gröt som är något man säger om försäljare med välsmort munläder eller i allmänhet bondfångare och andra skrupelfria marknadsförare som säljer skräp.
Ett motsvarande uttryck på engelska är Snake oil.
Dorothy Sayers skrev en deckare 1933 Murder Must Advertise som 1937 utgavs på svenska med titeln Mördande reklam och som i handlingen något humoristiskt och cyniskt beskriver reklamtext kring konserverad gröt.
År 1975 utgavs musikgruppen Norrbottens Järns låt Konserverad gröt (text och musik av Ted Ström), med delvis samma refräng som Olrogs visa.